# Eros Grezda
Eros Genc Grezda (n. 15 aprilie 1995) este un fotbalist profesionist albanez care joacă pe postul de mijlocaș pentru clubul scoțian Rangers și echipa națională a Albaniei.

## Tinerețe
Grezda s-a născut în Gjakova, în prezent în Kosovo, și a crescut în capitala Priștina. El este al treilea copil al lui Genc și al lui Valbona Grezda.

## Clubul de carieră

### Cariera timpurie
Eros Grezda și-a început cariera la FC Prishtina, jucând pentru acest club de la 9 până la 15 ani. Ulterior s-a mutat pentru scurt timp la FK Rabotnički, unde a fost urmărit de GNK Dinamo Zagreb, care l-a transferat și l-a trimis pentru un an la echipa sub 17 ani.

### Austria și Slovenia
Eros Grezda a jucat pentru prima dată fotbal la profesioniști în Austria, unde s-a mutat în vara anului 2012, semnând cu o echipă din ligile inferioare, Grazer AK. A jucat în doar două meciuri pentru Grazer. Grezda a sosit în Slovenia în vara anului 2013, semnat cu echipa din al doilea eșalon NK Aluminij. El a rămas în Kidričevo timp de un an și jumătate, jucând în 29 de meciuri și marcând 6 goluri pentru prima echipă. Apoi a jucat pentru echipa din Prima Ligă Slovenă NK Zavrč la 23 ianuarie 2015, alături de Antonio Pavić.

### NK Lokomotiva
La 9 iulie 2015, Grezda a semnat cu NK Lokomotiva din prima ligă croată pentru 100.000 €. A marcat de două ori împotriva lui Slaven Belupo pe 23 decembrie 2015 într-o victorie scor 3-0 și a fost numit cel mai bun jucător al săptămânii. A marcat o altă dublă împotriva lui Osijek la 27 februarie 2016 într-un meci care s-a terminat cu o victorie scor 1-3. A marcat primul și ultimul gol în minutul 9 și minutul 90. Pe 20 aprilie a fost ales în echipa săptămânii. La 8 mai 2016 Grezda a marcat al nouălea gol al sezonului în derby-ul de la Zagreb, unde Lokomotiva a câștigat cu 2-0.
Grezda i-a dat o pasă de gol conaționalului și coechiperului de la Albania U21, Endri Çekiçi, în meciul împotriva lui Osijek la 25 februarie 2017 în minutul 32, oferind o centrare din partea dreaptă, în timp ce Lokomotiva a câștigat 2-0. Grezda a marcat 1 gol și a obținut un penalty pe 7 aprilie 2017 împotriva lui Cibalia, meci în care Lokomotiva a câștigat cu 4-1. O săptămână mai târziu, Grezda a marcat din nou, în derby-ul din Zagreb împotriva lui Dinamo Zagreb într-o înfrângere cu 1-2, în care Grezda a marcat primul gol al partidei în minutul 5.

### NK Osijek
La 25 mai 2017, Grezda a fost transferat de NK Osijek, echipă care a obținut un loc în calificările UEFA Europa League din 2017-2018. La 13 iulie 2017, Grezda a marcat primul gol al echipei sale în cadrul sezonului de UEFA Europa League 2017-2018 din cadrul celui de-al doilea tur preliminar în meciul tur cu Luzern, în care a  Osijek a câștigat cu 2-0. În a returul împotriva lui Luzern de peste o săptămână, Grezda a dat o pasă de gol pentru Osijek la singurul gol marcat de Muzafer Ejupi; meciul s-a terminat cu o înfrângere scor 2-1, însă Osijek a avansat în runda următoare, câștigând scorul de 3-2 la general. Grezda a înscris primul gol în campionat pe 9 septembrie 2017 împotriva lui Hajduk Split în minutul 93, cu Osijek câștigând cu 2-1. În urma performanțelor sale impresionante și a importanței golului marcat în ultimul meci, Grezda a fost aleas ca cel mai bun jucător al săptămânii.

### Rangers
La 31 august 2018, Rangers din Prima Ligă Scoțiană a confirmat faptul că Grezda a semnat un contract pe patru ani.

## Cariera internațională

### Albania U21
Grezda este un albanez kosovar și, inițial, avea doar cetățenie kosovară, dar a declarat că așteaptă convocarea din partea Asociației de Fotbal din Albania. El a fost convocat pentru prima dată la naționala Albaniei de către antrenorul echipei, Skënder Gega, în luna august 2014, pentru un amical împotriva Qatarului, dar din cauza problemelor legate de vize, meciul planificat pentru a fi jucat în Regatul Unit nu a mai avut loc. El a fost din nou chemat în septembrie pentru un amical împotriva României la 8 octombrie 2014. El a debutat pentru Albania U21 în meciul amical cu România U21 pe 8 octombrie 2014, jucând ca titular într-un meci pierdut cu 3-1.
În urma formei sale bune arătate la Lokomotiva, Grezda a atras din nou atenția Asociației de Fotbal din Albania și a primit o convocare din partea antrenorului Redi Jupi pentru meciurile de calificare la Campionatul European sub 21 de ani din 2017 împotriva Greciei U21 și Ungariei U21 în zilele de 24 și 28 martie 2016 respectiv. Cu toate acestea, din cauză că nu primise încă cetățenia albaneză, Grezda nu a putut juca în niciun meci.
El a primit cetățenia albaneză la 31 martie 2016, alături de coechipierul său de la naționala sub 21 de ani, Jasir Asani.
El a fost chemat pentru meciul de calificare la Campionatul European de juniori sub 20 de ani al UEFA din 2017 împotriva Greciei U21 la 2 septembrie 2016. El a debutat împotriva Greciei U21, jucând ca titular și înlocuindu-l pe Kostandin Kariqi care s-a accidentat la pauză.

### Echipa națională mare
Grezda a primit prima sa convocare la echipa mare a Albaniei din partea antrenorului Gianni De Biasi, pentru meciurile de calificare la Campionatul Mondial din 2018 împotriva Liechtensteimului și Spaniei în octombrie 2016. El a fost rezervă neutilizată în ambele partide. El a fost chemat apoi pentru al cincilea meci de calificare la Campionatul Mondial din 2018 împotriva Italiei la 24 martie 2017 și în meciul amical împotriva Bosniei și Herțegovinei la 28 martie 2017. Grezda și-a făcut debutul la naționala mare la 24 martie 2017 împotriva Italiei, intrând în minutul 87 în locul lui Odise Roshi.

## Statistici privind cariera

### Club
Până pe data de 10 aprilie 2019
| Club              | Sezon         | Campionat               | Campionat | Campionat | Cupă    | Cupă   | Europa  | Europa | Total   | Total  |
| Club              | Sezon         | Divizie                 | Meciuri   | Goluri    | Meciuri | Goluri | Meciuri | Goluri | Meciuri | Goluri |
| ----------------- | ------------- | ----------------------- | --------- | --------- | ------- | ------ | ------- | ------ | ------- | ------ |
| Aluminij          | 2013-2014     | Liga a doua a Sloveniei | 18        | 5         | 2       | 0      | -       | -      | 20      | 5      |
| Aluminij          | 2014-2015     | Liga a doua a Sloveniei | 11        | 1         | 1       | 0      | -       | -      | 12      | 1      |
| Aluminij          | Total         | Total                   | 29        | 6         | 3       | 0      | -       | -      | 32      | 6      |
| Zavrč             | 2014-2015     | Slovacia PrvaLiga       | 11        | 0         | 0       | 0      | -       | -      | 11      | 0      |
| Lokomotiva Zagreb | 2015-2016     | Prima Liga Croată       | 29        | 9         | 2       | 0      | -       | -      | 31      | 9      |
| Lokomotiva Zagreb | 2016-2017     | Prima Liga Croată       | 30        | 5         | 3       | 1      | 8       | 0      | 41      | 6      |
| Lokomotiva Zagreb | Total         | Total                   | 59        | 14        | 5       | 1      | 8       | 0      | 72      | 15     |
| Osijek            | 2017-2018     | Prima Liga Croată       | 26        | 5         | 3       | 2      | 8       | 1      | 37      | 8      |
| Rangers           | 2018-2019     | Premiershipul Scoțian   | 13        | 2         | 1       | 0      | 3       | 0      | 17      | 2      |
| Total carieră     | Total carieră | Total carieră           | 138       | 27        | 12      | 3      | 19      | 1      | 169     | 31     |

1. 1 2  Toate meciurile în UEFA Europa League

### Meciuri la națională
Până în 10 aprilie 2019
| Echipa națională | An    | Meciuri | Goluri |
| ---------------- | ----- | ------- | ------ |
| Albania          | 2016  | 0       | 0      |
| Albania          | 2017  | 6       | 1      |
| Albania          | 2018  | 5       | 0      |
| Albania          | 2019  | 2       | 0      |
| Total            | Total | 13      | 1      |

### Goluri la națională
Până pe 10 aprilie 2019. Rubrica scor indică scorul după fiecare gol al lui Grezda. 
| Nu. | Data              | Stadion                            | Sezon | Adversar | Scor | Rezultat | Competiție |
| --- | ----------------- | ---------------------------------- | ----- | -------- | ---- | -------- | ---------- |
| 1   | 13 noiembrie 2017 | Stadionul Antalya, Antalya, Turcia | 6     | Turcia   | 3 -1 | 3-2      | Amical     |